# Mattelbach
Mattelbach ist ein Weiler der Ortsgemeinde Irrhausen im Eifelkreis Bitburg-Prüm in Rheinland-Pfalz.

## Geographische Lage
Mattelbach liegt am östlichen Ortsende des Hauptortes Irrhausen in Tallage. Der Weiler ist von einigen landwirtschaftlichen Nutzflächen sowie von Waldgebieten im Norden und Osten umgeben. Durch Mattelbach fließt der Wackenbach, ein Ausläufer des Mannerbaches, der wenig nordwestlich des Weilers fließt. Mattelbach ist mittlerweile nahezu mit dem Hauptort zusammengewachsen und bildet ein Sackgassendorf.

## Geschichte
Zur genauen Entstehungsgeschichte des Weilers liegen keine Angaben vor. Aufgrund der fehlenden historischen Bausubstanz ist jedoch von einer Entstehung in neuerer Zeit auszugehen. Der Flurname „Auf Michelroth“ verweist auf eine Rodungsmaßnahme zur Erschließung der Fläche und somit zur Bebauung. Mattelbach besteht heute aus vier Anwesen.

## Naherholung
Wenig nördlich an Mattelbach vorbei verläuft der Wanderweg 34 des Naturpark Südeifel. Hierbei handelt es sich um einen rund 8,9 km langen Rundwanderweg von Irrhausen durch das Irsental in Richtung Mattelbach und zurück. Highlights am Weg sind das sogenannte Tal der Schmetterlinge mit dem Stausee Arzfeld und die Pfarrkirche Irrhausen mit Bannmühle.
Ebenfalls wenig nördlich von Mattelbach verläuft die Wanderroute von Eschfeld. Hierbei handelt es sich um einen rund 15,7 km langen Rundwanderweg von Eschfeld nach Sengerich und Plascheid bis nach Irrhausen und wieder zurück. Highlights an dieser Strecke sind unter anderem die Kirche St. Luzia in Eschfeld sowie der Wasserspeier in Irrhausen.

## Wirtschaft und Infrastruktur

### Unternehmen
In Mattelbach ist die Modo UG ansässig.

### Verkehr
Es existiert eine regelmäßige Busverbindung ab Irrhausen.
Mattelbach ist durch eine Gemeindestraße erschlossen. Diese endet im Weiler. Direkt südlich der Ansiedlung verläuft die Bundesstraße 410 von Irrhausen in Richtung Arzfeld.